# 土壌環境監理士
土壌環境監理士（どじょうかんきょうかんりし）とは、社団法人土壌環境センターが認定する民間資格(資格称号)のひとつである。

## 概要
土壌環境センターのホームページによると、「土壌環境監理士資格制度は、土壌・地下水汚染に係る調査、対策等に関する正しい知識・判断力を備え、土壌地下水環境保全分野で社会に信頼されうる人材を認定するものである。また、継続教育の履修を義務付け、この分野での技術の向上と発展に貢献するものである。」とされている。資格制度諮問委員には、土壌汚染に詳しい大学教授などの学識経験者があたっている。登録者は2008年12月12日現在で約350名である。

## 試験
受験資格は、土壌・地下水汚染関連業務の実務経験が学歴に関わらず3年以上が必要である。
毎年9月に東京のみで筆記試験が実施され、筆記試験合格者は東京のみで口頭試験がある。

### 必要とされる主な知識・技術
- 安全：現場作業者と周辺環境の安全に配慮できること。
- 法律：土壌・地下水汚染関連法、及び関係する法律等についての知識を有すること。
- 環境保全 
  - 土壌・地下水汚染による環境リスク（健康、生活）の概念について理解していること。
  - 土壌・地下水汚染の調査対策実施における周辺環境保全のための手法について理解していること。
- 基礎知識：水文・水理地質及び汚染物質の特性について理解していること。
- 調査・計画 
  - 計画：サイトの特性、調査の目的を踏まえた適切な調査計画が立案できること。
  - 調査実施：調査実施に必要な機器を知っている。適切な調査・分析方法が選定できる。
  - 評価：汚染実態等に関して適切な判断ができること。
- 対策 
  - 計画：条件（費用配慮、環境配慮を含める）に応じた適切な対策手法を立案できること
  - 対策実施：対策工法についての必要な知識を有すること。
  - 評価：浄化完了を適切に確認できる知識を有すること。
- コミュニケーション：住民、施主、施工者、行政とのコミュニケーションをとる方法について知識を有すること。

## 登録
登録をおこなってから土壌環境監理士を名乗ることができる。登録の有効期間は3年間で、登録更新には３回以上のセミナー参加などの自己研鑽が必要とされている。